# Bombardamenti di Popoli
I bombardamenti di Popoli furono una serie di attacchi aerei avvenuti durante la seconda guerra mondiale per mano dagli Alleati al fine di danneggiare le forze dell'Asse presenti in città. I bombardamenti si susseguirono dall'ottobre 1943 al maggio 1944 e causarono la distruzione di più della metà del centro abitato e la morte 91 civili tra la popolazione.

## Contesto storico

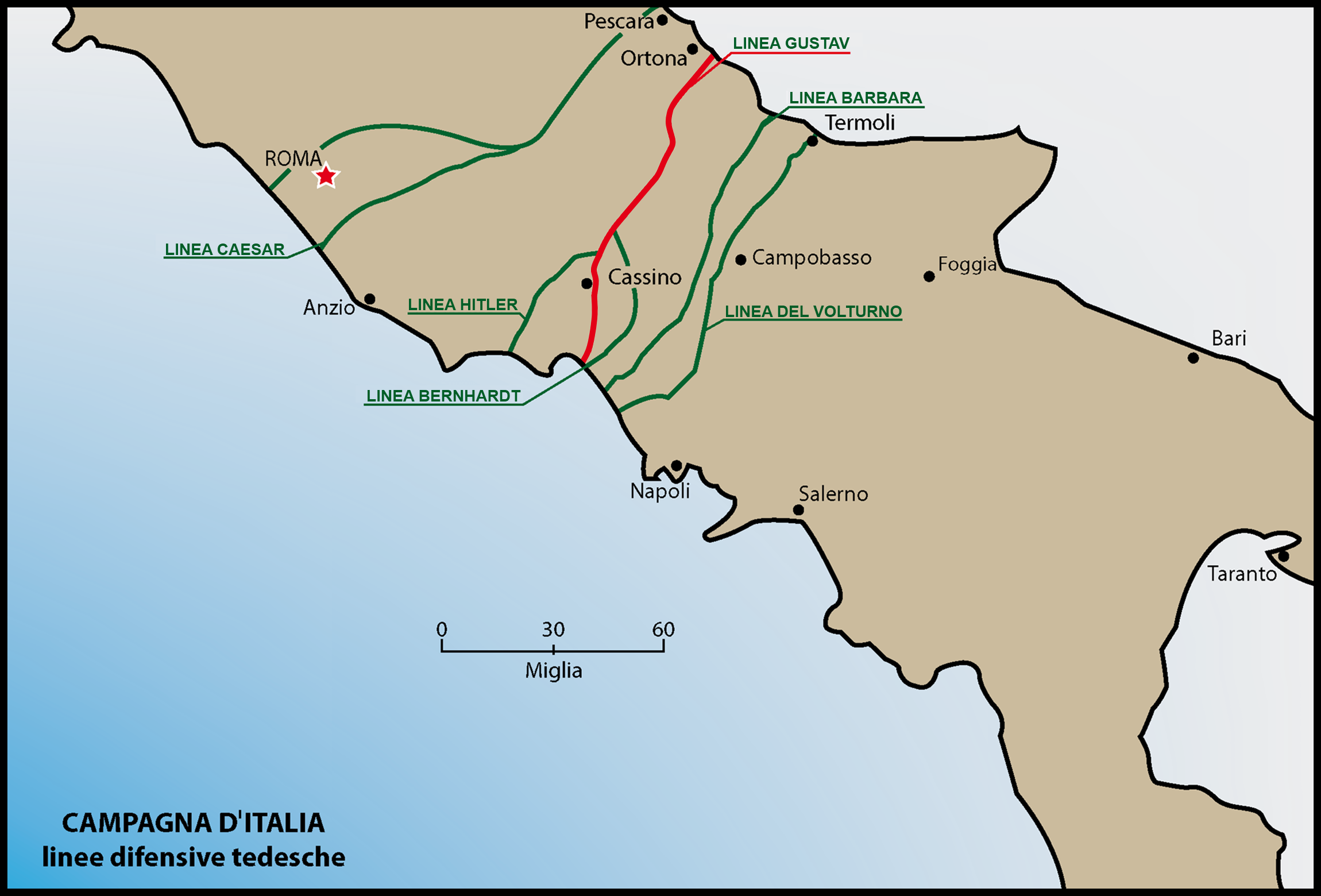
Mappa delle linee difensive tedesche (tra cui la Linea Gustav) nel centro-sud

Durante la seconda guerra mondiale, in seguito allo sbarco alleato in Sicilia iniziato il 9 luglio 1943 con cui gli Alleati diedero inizio della Campagna d'Italia, l'8 settembre '43 fu annunciata pubblicamente la firma dell'Armistizio di Cassibile dove il Regno d'Italia firmò la resa alle potenze Alleate con cui era in guerra. Per reazione i tedeschi lanciarono subito l'Operazione Achse con l'obbiettivo di occupare la penisola italiana fino a una linea difensiva stabilita nel centro-sud e che comprendeva gran parte dell'Abruzzo, la Linea Gustav. A nord di tale linea fu instaurata, il 23 settembre dello stesso anno, la Repubblica Sociale Italiana guidata da Mussolini in contrapposizione al Regno d'Italia (a sud della Linea Gustav) ancora guidato da Vittorio Emanuele III.
La città di Popoli, essendo a nord della Linea Gustav, venne occupata anch'essa dalle forze tedesche. La posizione della città era di particolare rilevanza strategica in quanto attraversata da importanti vie di comunicazione. Essa era un incrocio tra la strada statale 5 Via Tiburtina Valeria (che collegava Pescara a Roma) e la strada statale 17 dell'Appennino Abruzzese ed Appulo-Sannitico (che collegava Sulmona a l'Aquila), ed era anche attraversata dalla ferrovia Roma-Sulmona-Pescara in cui la città aveva una propria stazione.

## Bombardamenti
Le forze aeree alleate che hanno preso parte ai bombardamenti di Popoli appartenevano alla RAAF (Australia), RAF (Regno Unito), SAAF (Unione Sudafricana), e all'USAAF (Stati Uniti d'America). Il primo bombardamento sulla città avvenne il 24 ottobre 1943 ad opera della RAAF, mentre l'ultimo avvenne il 23 maggio 1944 ad opera della SAAF. In totale si sono svolte 16 incursioni aeree, tra cui la più importante è stata quella del 22 marzo 1944 che da sola ha causato la morte di 40 civili. Durante questo periodo, per sfuggire ai bombardamenti, i popolesi si rifugiarono nelle grotte vicine alla città. 

## Danni, vittime e conseguenze
In totale morirono nei bombardamenti 91 civili, il 54% del centro abitato venne distrutto e sui 6431 vani degli edifici privati precedentemente esistenti ne andarono persi 3500. Tra gli edifici distrutti o gravemente danneggiati ci furono vari edifici storici come chiese e palazzi (quelli degli Zugaro, dei Ciancarelli, dei Pezzi e dei Lepidi-Chioti), ma anche edifici pubblici come l'ospedale civile (risalente al XVI secolo), il municipio, la scuola elementare e la stazione ferroviaria. 

Nel 2003 alla città di Popoli è stata conferita la medaglia d'argento al merito civile anche per l'aver subito questi pesanti bombardamenti durante la guerra; la motivazione riportata per la consegna dell'onorificenza è la seguente: